# Aphrocallistidae
Aphrocallistidae é uma família de esponjas marinhas da ordem Hexactinosida.

## Gêneros
- Aphrocallistes Gray, 1858
- Heterochone Ijima, 1927